# Racécadotril

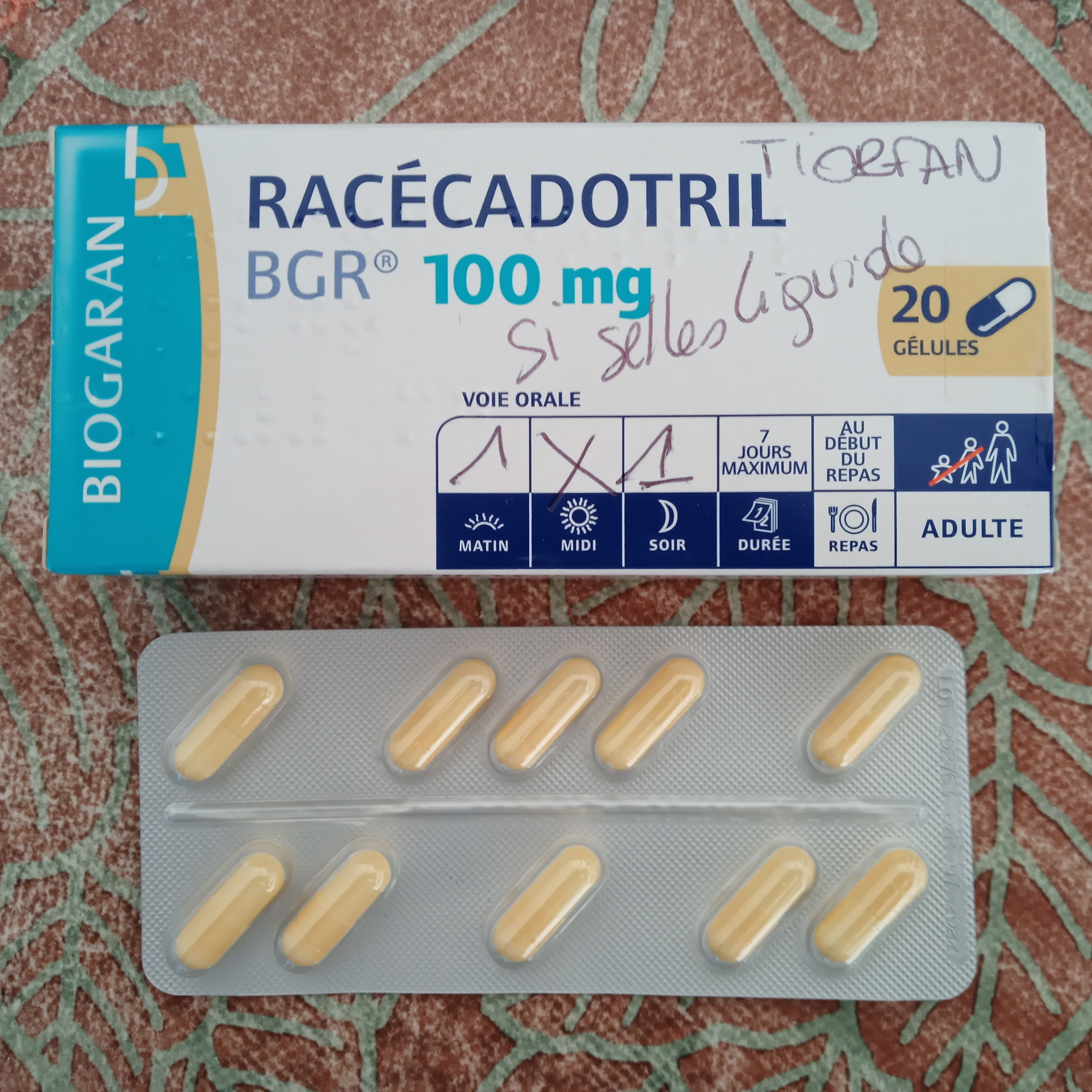
Une boîte de racécadotril Biogaran 100 mg sous forme de gélules

La racécadotril est une substance chimique utilisée comme inhibiteur de l'enképhalinase intestinale. Cette substance est à ce titre un antidiarrhéique.